# Disneymania (серия альбомов)
Disneymania — американская серия сборников песен «Disney», которые исполняют звёзды Disney Channel. По состоянию на 2010 год было выпущено девять альбомов Disneymania (два из которых являются не относятся к основной серии).

## Дискография

### Основные альбомы
| Год  | Альбом                                      | Высшие позиции в чартах | Высшие позиции в чартах  | Высшие позиции в чартах | Сертификации (пороговые значения продаж) |
| Год  | Альбом                                      | Billboard 200           | U.S. Top Internet Albums | U.S. Top Kids Audio     | Сертификации (пороговые значения продаж) |
| ---- | ------------------------------------------- | ----------------------- | ------------------------ | ----------------------- | ---------------------------------------- |
| 2002 | Disneymania - Released: September 17, 2002  | 52                      | 258                      | 1                       | - US: Gold                               |
| 2004 | Disneymania 2 - Released: January 27, 2004  | 29                      | 52                       | 1                       | - US: Gold                               |
| 2005 | Disneymania 3 - Released: February 15, 2005 | 30                      | 46                       | 1                       | - US: Gold                               |
| 2006 | Disneymania 4 - Released: April 4, 2006     | 15                      | —                        | 2                       | - US: Gold                               |
| 2007 | Disneymania 5 - Released: March 27, 2007    | 14                      | —                        | 1                       | —                                        |
| 2008 | Disneymania 6 - Released: May 20, 2008      | 33                      | —                        | —                       | —                                        |
| 2010 | Disneymania 7 - Released: March 9, 2010     | 78                      | —                        | —                       | —                                        |

### Другие альбомы
| Год  | Альбом                                              | Высшие позиции в чартах | Высшие позиции в чартах  | Высшие позиции в чартах | Сертификации (пороговые значения продаж) |
| Год  | Альбом                                              | Billboard 200           | U.S. Top Internet Albums | U.S. Top Kids Audio     | Сертификации (пороговые значения продаж) |
| ---- | --------------------------------------------------- | ----------------------- | ------------------------ | ----------------------- | ---------------------------------------- |
| 2005 | Disneyremixmania - Released: September 27, 2005     | 146                     | 2                        | —                       | —                                        |
| 2008 | Princess Disneymania - Released: September 30, 2008 | 191                     | 5                        | —                       | —                                        |

## Часто используемые песни

### A Dream Is a Wish Your Heart Makes
1. Дэниел Бедингфилд (DM 2)
2. Кимберли Локке (DM 3)
3. Disney Channel Circle of Stars (DM 4)
4. Никки Блонски (DM 6)

### A Whole New World
1. Sweetbox (DM 1) *бонусный трек
2. LMNT (DM 2)
3. Ник Лаше and Джессика Симпсон (DM 3)

### Can You Feel the Love Tonight
1. S Club (DM 1)
2. Сара Пэкстон (DM 4)
3. Эллиот Ямин (DM 6)

### Circle of Life
1. Ронан Китинг (DM 1)
2. Disney Channel Circle of Stars (DM 2)
3. (All Star Remix) Disney Channel Circle of Stars (DRM)

### Colors of the Wind
1. Ашанти feat. Lil' sis Shi Shi (DM 1)
2. Кристи Карлсон Романо (DM 3)
3. (Soul Sister Remix) Ашанти feat. Lil' sis Shi Shi (DRM)
4. Ванесса Хадженс (DM 5)

### Cruella de Vil
1. Лалейн Вергара (DM 3)
2. (DJ Skribble Spot Remix) Лалейн Вергара (DRM)
3. Скай Суитнем (DM 4) *бонусный трек
4. Хейден Панеттьер (DM 5)
5. Селена Гомес (DM 6)

### Go the Distance
1. K-Ci & JoJo (DM 4) *бонусный трек
2. Лукас Грейбил (DM 5)

### Hakuna Matata
1. Baha Men (DM 1)
2. Дебби Райан (DM 7)

### Hawaiian Roller Coaster Ride
1. Jump5 (DM 3)
2. (Mahalo Remix) Jump5 (DRM)
3. Baha Men (DM 4)

### I Just Can't Wait to Be King
1. Аарон Картер (DM 1)
2. Allstar Weekend (DM 7)

### I Wan'na Be Like You
1. Smash Mouth (DM 1)
2. Никки Уэбстер (DM 2) *бонусный трек
3. (Monkey C Remix) Smash Mouth (DRM)
4. Jonas Brothers (DM 5)

### I Won't Say (I'm in Love)
1. The Cheetah Girls (DM 3)
2. (Grrl Power Remix) The Cheetah Girls (DRM)

### If I Never Knew You
1. The Cheetah Girls (DM 4)
2. Тиффани Торнтон (DM 7)

### It's a Small World
1. Baha Men (DM 2)
2. (RapMania! Mix) fan_3 (DM 3)
3. (Shorty Remix) Baha Men (DRM)

### Kiss the Girl
1. No Secrets (DM 1)
2. Vitamin C (DM 3)
3. Эшли Тисдейл (DM 5)
4. Колби Кэйллат (DM 6)

### Once Upon a Dream
1. No Secrets (DM 2)
2. Эмили Осмент (PDM)

### Part of Your World
1. Джессика Симпсон (DM 1)
2. Скай Суитнем (DM 3)
3. (C-Girl Rock Remix) Скай Суитнем (DRM)
4. Майли Сайрус (DM 5)
5. Анна Мария Перес де Тагле (DM 7)

### Real Gone
1. Билли Рэй Сайрус (DM 6)
2. Honor Society (DM 7)

### Reflection
1. Кристина Агилера (DM 1)
2. (Remix) Кристина Агилера (DM 4)
3. Everlife (DM 5)
4. Кики Палмер (DM 6)

### Some Day My Prince Will Come
1. Анастейша (DM 1)
2. Эшли Тисдейл feat. Дрю Сили (DM 4)
3. The Cheetah Girls (DM 6)

### Strangers Like Me
1. Everlife (DM 3)
2. (Jungle Rock Remix) Everlife (DRM)

### The Bare Necessities
1. Bowling for Soup (DM 3)
2. (Jungle Boogie Remix) Bowling for Soup (DRM)

### The Second Star to the Right
1. Джесси Маккартни (DM 2)
2. (Lost Boys Remix) Джесси Маккартни (DRM)
3. T-Squad (DM 5)

### The Siamese Cat Song
1. Хилари Дафф и Хейли Дафф (DM 2)
2. (Cat-Scratch Remix) Хилари Дафф и Хейли Дафф (DRM)
3. B5 (DM 5)

### True to Your Heart
1. Рейвен-Симон (DM 2)
2. (China Doll Remix) Рейвен-Симон (DRM)
3. Кики Палмер (DM 5)

### Under the Sea
1. A*Teens (DM 1)
2. Рейвен-Симон (DM 3)
3. (Reggae Remix) Рейвен-Симон (DRM)
4. Бубу Стюарт (DM 7)

### When She Loved Me
1. Джордан Прюитт (DM 5)
2. Бриджит Мендлер (DM 7)

### When You Wish Upon a Star
1. *NSYNC (DM 1)
2. Эшли Гиринг (DM 2)
3. Джесси Маккартни (DM 3)
4. Кейт Вогель (DM 6)

### You'll Be in My Heart
1. Ашер (DM 1)
2. Тедди Гайгер (DM 4)
3. Дрю Сили (DM 6)

### Zip-a-Dee-Doo-Dah
1. Стиви Брок (DM 2)
2. Aly & AJ (DM 3)
3. Майли Сайрус (DM 4)

## Более частые исполнители
- Raven-Symoné: восемь песен (включая три в рамках «Disney Channel Circle of Stars»)
- The Cheetah Girls: шесть песен
- Хилари Дафф: пять песен (включая две в рамках «Disney Channel Circle of Stars»)
- Аннелиз Ван Дер Пол: четыре песни (включая три в рамках «Disney Channel Circle of Stars»)
- Baha Men: четыре песни
- Дрю Сили: четыре песни
- Everlife: четыре песни
- Джесси Маккартни: четыре песни
- Jump5: четыре песни
- Орландо Браун: четыре песни (включая три в рамках «Disney Channel Circle of Stars»)
- Эшли Тисдейл: три песни (включая одну в рамках «Disney Channel Circle of Stars»)
- Кристи Карлсон Романо: три песни (включая две в рамках «Disney Channel Circle of Stars»)
- Disney Channel Circle of Stars: три песни
- Кайла Пратт: три песни (в рамках «Disney Channel Circle of Stars»)
- Лале: три песни
- Скай Суитнэм: три песни
- Джессика Симпсон: две песни
- Майли Сайрус: две песни